# Wiada Arturowna Arutjunowa-Fidanjan
Wiada Arturowna Arutjunowa-Fidanjan (russisch Виада Артуровна Арутюнова-Фиданян; * 30. September 1937 in Moskau) ist eine sowjetisch-russische Byzantinistin, Armenologin und Kaukasiologin.

## Leben
Arutjunowa-Fidanjan studierte an der Lomonossow-Universität Moskau (MGU) in der Klassik-Abteilung der Fakultät für Philologie. 1960 verteidigte sie zum Abschluss ihres Studiums ihre Diplomarbeit über das vorhomerische Epos in den Gedichten Homers. Darauf unterrichtete sie Altgriechisch an der MGU und Latein an der Universität der Völkerfreundschaft.
1962 wurde Arutjunowa-Fidanjan an der Staatlichen Universität Jerewan Aspirantin für Byzantinistik. Von 1966 bis 1978 arbeitete sie im Institut für Geschichte der Akademie der Wissenschaften der Armenischen Sozialistischen Sowjetrepublik (SSR) in Jerewan. 1968 verteidigte sie an der Fakultät für Geschichtswissenschaft der Universität Jerewan ihre Dissertation über das Typikon von Gregor Pakourianos für die Promotion zur Kandidatin der Geschichtswissenschaften.
1986 kehrte Arutjunowa-Fidanjan nach Moskau zurück und arbeitete im Institut für Geschichte der UdSSR der Akademie der Wissenschaften der UdSSR (jetzt Institut für Russische Geschichte der Russischen Akademie der Wissenschaften (RAN)). Am dortigen Lehrstuhl verteidigte sie 1991 ihre Doktor-Dissertation über die armenisch-byzantinische Kontaktzone mit Erfolg für die Promotion zur Doktorin der Geschichtswissenschaften.
Seit 1997 ist Arutjunowa-Fidanjan führende wissenschaftliche Mitarbeiterin des Instituts für Allgemeine Geschichte der RAN in Moskau.
Arutjunowa-Fidanjans Forschungsschwerpunkt ist das Byzantinische Reich im Hinblick auf die ökonomisch-politische Geschichte, die  Kartografie und die soziale und administrative Gliederung. Sie untersuchte die armenischen dyophysitischen Gemeinden (siehe Konzil von Chalcedon) in den Ländern des byzantinischen Kulturkreises. Auch studierte sie die Ansichten der byzantinischen und armenischen Historiker über die Rus. Jüngst widmete sie sich den Wechselwirkungsmechanismen der mündlichen und schriftlichen Tradition. Sie beteiligt sich an internationalen Projekten mit Wissenschaftlern in Bulgarien, Deutschland, Frankreich und den USA und an Programmen der RAN.